# Роз'їзд 13
Роз'їзд 13 (каз. рзд. 13) — станційне селище у складі Алакольського району Жетисуської області Казахстану. Входить до складу Бескольського сільського округу.
У радянські часи селище мало назву Роз'їзд № 13.
Населення — 57 осіб (2021; 67 у 2009, 61 у 1999, 40 у 1989).